# Registriert-Zeichen
Das Registriert-Zeichen ist ein Sonderzeichen zur Kennzeichnung einer Registered Trade Mark bzw. in deutschsprachigen Rechtssystemen eines eingetragenen Warenzeichens.
Eine registered trade mark (englisch, wörtlich für „eingetragene Handelsmarke“) ist im Markenrecht des angloamerikanischen Rechtskreises sowie von Staaten, die sich diesem Recht angeschlossen haben, der Fachbegriff für eine registrierte Warenmarke oder Dienstleistungsmarke.
Waren- und Dienstleistungsmarken, die in einem (zumindest nationalen) Markenverzeichnis dieses Rechtskreises amtlich registriert sind, dürfen mit dem Registriert-Zeichen gekennzeichnet werden, was ihnen den vollen Markenschutz bestätigt.
Das Registriert-Zeichen ist ein meist in kleinerer Schriftgröße dargestellter, hochgestellter, eingekreister Großbuchstabe „R“, der hinter dem Namen der Waren- und Dienstleistungsmarke angefügt wird. Steht dieses Sonderzeichen nicht zur Verfügung, wird es teilweise auch als „(R)“ umschrieben.
Die Verwendung des Registriert-Zeichens ist in wissenschaftlichen Publikationen unüblich, und die meisten wissenschaftlichen Zeitschriften empfehlen, es nicht zu verwenden.

## Darstellung auf Computersystemen
| Standard/System                                     | Standard/System                                     | Registered Trade Mark (®)          |
| --------------------------------------------------- | --------------------------------------------------- | ---------------------------------- |
| Zeichenkodierung                                    |                                                     |                                    |
| Unicode                                             | Codepoint                                           | U+00AE                             |
| Unicode                                             | Name                                                | REGISTERED SIGN                    |
| UTF-8                                               | UTF-8                                               | C2 AE                              |
| ISO 8859-1                                          | ISO 8859-1                                          | AEhex                              |
| HTML-Entität                                        | HTML-Entität                                        | &reg;                              |
| XML/XHTML                                           | dezimal                                             | &#174;                             |
| XML/XHTML                                           | hexadezimal                                         | &#x00AE;                           |
| TeX/LaTeX                                           | Textmodus                                           | \textregistered                    |
| TeX/LaTeX                                           | Mathem. Modus                                       | \textsuperscript{\textregistered}  |
| Weitere                                             | Weitere                                             | ISO 6937: D2hex EBCDIC: AFhex      |
| Eingabemethoden 1                                   |                                                     |                                    |
| Deutsche Standard- Tastaturbelegungen               | E1                                                  | (Alt Gr+f) – R                     |
| Deutsche Standard- Tastaturbelegungen               | T2                                                  | Alt Gr+#                           |
| Windows                                             | CP850 (TUI)                                         | Alt+169 2                          |
| Windows                                             | CP1252 (GUI)                                        | Alt+0174 2                         |
| Macintosh (Deutschland)                             | Macintosh (Deutschland)                             | alt/⌥+R                            |
| Linux (Deutschland) (mit neueren Versionen von X11) | Linux (Deutschland) (mit neueren Versionen von X11) | Compose, O, R oder Alt Gr+⇧Shift+R |
| Neo                                                 | Neo                                                 | Mod3+↹, O, R 4                     |
| Apache-OpenOffice-Varianten                         | Apache-OpenOffice-Varianten                         | —                                  |
| Microsoft Word                                      | Tastenkombination                                   | Alt Gr+R                           |
| Microsoft Word                                      | Unicodeeingabe                                      | A, E, Alt+C                        |
| WordPerfect                                         | WordPerfect                                         | —                                  |
| Vim                                                 | Digraph 3                                           | Strg+K, ⇧Shift+R, G                |
| Vim                                                 | Unicodeeingabe                                      | Strg+V, U, 0, 0, A, E              |